# صیدآباد (خواف)
صیدآباد، روستایی است از توابع بخش سلامی و در شهرستان خواف استان خراسان رضوی ایران.

## جمعیت
این روستا در دهستان بالاخواف قرار داشته و بر اساس سرشماری سال ۱۳۸۵ جمعیت آن (۱۴۵خانوار) ۷۶۴نفر
بوده‌است.
در این روستا طائفه ائی به نام مریدار  دارد که بزرگ و کد خدایشان به نام کد خدا حاتم بوده‌است.
طائفه مریدار در اصل میر حیدر بوده‌اند که در طی تاریخ به مریدار تغییر نام داده است. و اصالتاً سید حسینی می‌باشند. و سکونت اولیه‌شان در حدود 400 سال پیش در افغانستان کنونی که قبلاً متصل به کشومان بوده‌است می زیسته‌اند و در دوران حکومت عبدالرحمن شاه به ایران کوچ نموده‌اند و در مناطق مختلف ایران سکونت گزیده‌اند من‌جمله در نواحی تایباد و تربت جام (کلاته کاظم، بنی تاک)و شهرستان خواف مانند صیدآباد و عباس آباد و استان گلستان شهرستان کلاله بخش زاوو کوه روستای تیمور آباد پیشکمر زندگی می کرده‌اند و اکنون هم سکونتشان پا بر جاست.